# Mylochromis semipalatus
Mylochromis semipalatus är en fiskart som först beskrevs av Trewavas, 1935.  Mylochromis semipalatus ingår i släktet Mylochromis och familjen Cichlidae. IUCN kategoriserar arten globalt som livskraftig. Inga underarter finns listade i Catalogue of Life.